# Stazione di Maccarese-Fregene
Stazione di Maccarese-Fregene vasútállomás Olaszországban, Fiumicino településen.

## Vasútvonalak
Az állomást az alábbi vasútvonalak érintik:
- Pisa–Róma-vasútvonal

## Kapcsolódó állomások
A vasútállomáshoz az alábbi állomások vannak a legközelebb:
- Stazione di Torre in Pietra-Palidoro (Stazione di Civitavecchia, FL5)
- Stazione di Roma Aurelia
- Stazione di Ponte Galeria
- Stazione di Roma Aurelia (Stazione di Roma Termini, FL5)